# Waite Hill (Ohio)
Pour les articles homonymes, voir Waite Hill.
Waite Hill est un village américain situé dans le comté de Lake, dans l’Ohio. Selon le recensement de 2010, sa population est de 471 habitants.